# Zdzisław Żałobka
Zdzisław Antoni Żałobka (ur. 12 czerwca 1938 w Sokołowie Podlaskim, zm. 20 lipca 2004 w Warszawie) – polski działacz samorządowy, wojewoda siedlecki w okresie od 20 czerwca 1981 do 17 grudnia 1982 r.
Pochowany na cmentarzu Wolskim w Warszawie.